# Дедекинд, Фридрих
Фридрих Дедекинд (нем. Friedrich Dedekind; 1525, Нойштадт-ам-Рюбенберге — 27 февраля 1598, Люнебург) — немецкий писатель.

## Биография
Дедекинд изучал теологию в Марбурге, а затем в Виттенберге, где ему оказывал поддержку Филипп Меланхтон. Получив в 1550 году в Нойштадте звание магистра, он в 1575 году был назначен пастором в Люнебург и инспектором церквей Верденского епископства. Главное произведение Дедекинда — «Гробианус» (1549) на латинском языке, давшее название литературному течению гробианизму. На немецкий язык «Гробианус» перевёл Каспар Шейдт. Дедекинд также писал драматические произведения.

## Сочинения

### Драмы
- Христианский рыцарь 1576
- Papista conversus 1596